# John Rushworth
John Rushworth (né vers 1612 à Acklington Park dans la paroisse de Warkworth, Northumberland -12 mai 1690) compila plusieurs témoignages sur la Révolution anglaise et presque tout le XVIIe siècle anglais sous le titre de Historical Collections (parfois cités comme les Rushworth Papers).

## Biographie

### Années de jeunesse
John Rushworth est un contemporain de John Lilburne dont les écrits, comme ceux de Rushworth, ont exercé une influence profonde sur l'histoire des révolutions anglaises au XVIIe siècle. Bien qu'il fût son aîné, il partageait beaucoup de goûts communs avec Oliver Cromwell : tous deux étaient convaincus que l’Église d'Angleterre devait se réformer radicalement, contrairement aux  aspirations du roi Charles Ier.
Sa famille, du côté paternel, s'était établie dans les marais du Yorkshire en 1068. Lawrence Rushworth (son père), gros propriétaire terrien, exerçait les fonctions de juge de paix à Heath dans le Yorkshire. Sa mère, Margaret Cuthbert, était la fille du pasteur de Carnaby dans la vallée de la Humber. John Rushworth passe pour avoir été un bon élève. Il étudie le droit à The Queen's College (Oxford). Diplômé en 1640, il entreprend de devenir avocat et s'inscrit à Lincoln's Inn, qu’Oliver Cromwell avait déjà fréquentée dans les années 1620 puis travaille comme avoué à la Chambre des communes. Il épouse Hannah Widdrington, fille de Lewis Widdrington et sœur du député Thomas Widdrington, le speaker de la Chambre des Communes.

### Engagement politique
Rejoignant la bannière du député John Pymn, qui dans un discours à la Chambre des Communes prononcé le 17 avril 1640 avait dénoncé la politique intérieure du roi et de son gouvernement, Cromwell et Rushworth reconnaissent leur communauté d'opinion. Charles Ier réagit depuis le château de Nottingham le 22 août 1642 en déclarant le Parlement hors-la-loi, et ce décret est généralement pris comme point de départ de la guerre civile anglaise.
Lorsque le combats commencent pour de bon, Rushworth devient le secrétaire de la New Model Army au service du général Fairfax : cette mission lui procure les avantages d'un embedded journalist avant l'heure pour décrire les affrontements. Rushworth assiste ainsi en témoin aux batailles de Edge Hill, de Newbury (1643), de Newbury (1644), de Marston Moor, de Naseby, de Preston et de Worcester.
Lorsque Charles Ier est capturé, Rushworth tient un journal des événements menant au procès du roi, du déroulement du procès et de l’exécution du roi. Sa dénonciation de Charles Ier en tant que souverain qui avait déclaré la guerre à ses propres sujets trouveront un écho littéraire chez Thomas Jefferson et d’autres, cette fois contre George III pendant la Guerre d'indépendance des États-Unis.

### Période républicaine
Après l'exécution de Charles Ier en 1649, Rushworth devient le secrétaire particulier d’Oliver Cromwell. C’est ainsi Rushworth qui rédige les textes constitutionnels abolissant la monarchie et la Chambre des lords, et instituant la République anglaise dirigée par Cromwell. Lorsque Cromwell devint Lord Protecteur en 1653, Rushworth est promu secrétaire de l’Amirauté. En 1657 il devient député de Berwick, mandat qu'il conserve élection après élection. En tant que membre du gouvernement républicain, il se lie d’amitié avec John Milton (qui exerce les fonctions de censeur), John Owen, John Bunyan et plusieurs célébrités de cette époque.
À la mort d’Oliver Cromwell le 3 septembre 1658 (il avait 59 ans), son fils Richard Cromwell devint Lord Protecteur. Rushworth termine ses récits historiques de la guerre et les dédie au nouveau maître de la République, mais ce dernier, incapable de maintenir la primauté du Lord Protecteur, laisse vers 1660 la réalité du pouvoir au Conseil d'État (Council of State), dont John Rusworth, en tant que député, devient secrétaire.

### Restauration de la monarchie
Des négociations sont engagées avec le fils de Charles Ier (déjà couronné roi d'Écosse sous le nom de Charles II) pour qu'il retourne en Angleterre, où il pourra régner en tant que roi à condition de se soumettre au Parlement. Lorsque Charles II monte sur le trône, Rushworth recouvre sa charge de trésorier de la Couronne.
Rushworth survit à la Grande peste qui ravage Londres en 1665 et dont le Great Fire, l'incendie de 1666, prend en quelque sorte le relai, détruisant la plupart des foyers infestés de rats. Ces deux événements sont rapportés avec force détails dans célèbre Diary (1660-1669) de son ami Samuel Pepys. Quelque temps encore, Rushworth conservera son siège au Parlement : il est régulièrement réélu de 1659 à 1681.
Cependant, son adhésion aux idées de Cromwell et sa participation à l’exécution de Charles Ier devaient mettre un terme à sa carrière politique. Une fois que Charles II a recouvré toutes ses prérogatives de monarque, il commence à éliminer tous ceux qui ont été mêlés à l'exécution de son père. John Rushworth, accusés parmi bien d'autres de régicide, est arrêté et mis en détention à la prison de King's Bench à Rule's Court, Southwark où il meurt âgé de 78 ans le 12 mai 1690. Après une courte messe, son corps est inhumé dans le cimetière de l'église Saint-George de Southwark.

## Hommages
En 1890, on rasa la prison de King's Bench à Rule's Court, et l'on construisit à la place une école, Rushworth School, et le cours fut rebaptisé Rushworth Street. John Rushworth connut aussi une grande renommée posthume aux États-Unis, où Thomas Jefferson, qui s'inspira de lui dans ses discours, avait fait de son exemplaire des Rushworth's Historical Collections sa lecture favorite.